# Wincenty Kraiński (pisarz)
Wincenty Kraiński (ur. 16 kwietnia 1786 w Mierzęcicach k. Będzina, zm. 16 października 1882 we Wrocławiu) – polski ksiądz, pisarz i pedagog, uczestnik powstania listopadowego, wolnomularz.
Od 1817 organizował w Warszawie szkoły według systemu Bella-Lancosta. W czasie powstania listopadowego kapitan Gwardii Narodowej i radykalny publicysta. Od 1831 r. na emigracji, brał udział w organizowaniu szkoły batiniolskiej. Od 1846 r. ksiądz, w 1848 r. osiadł we Wrocławiu (od 1851 r. był lektorem języka polskiego na uniwersytecie). Jego dorobkiem były utwory religijno-dydaktyczne i patriotyczne "Anna i Scisław" (1855), podręczniki (Historia literatury i oświaty (1848), ludów słowiańskich 1867) i autobiografia (Ksiądz Wincenty 1858).
Był nominowany do Wielkiego Wschodu Narodowego Polski w 1820 roku.
Był członkiem honorowym Poznańskiego Towarzystwa Przyjaciół Nauk.

## Niektóre publikacje Kraińskiego
Kraiński opublikował w języku polskim i niemieckim:
- Odkrycie prawd politycznych dla użytku monarchów, ministrów, rządów i arystokratów. 1831 Drukarnia J.A. Rylla, Warszawa
- Anna i Scisław 1855 Schletter (H. Skutsch),  (Wrocław : C.H. Storch)
- Julia i Wacław 1855 G.P. Aderholc, (Wrocław : Grass, Barth (W. Friedrich))
- Pocieszyciel i pocieszycielka 1855 Schletter (Skutsch),  (Wrocław : R. Lucasz)
- Polka 1855 Schletter (Skutsch),  (Wrocław : Grass, Barth (W. Friedrich))
- Polnische Grammatik 1862
- Polacy i kazania polskie na barykadach wrocławskich 1848 r. 1855[1]
- Jozefa i Teodor oraz wiersze różne i fraszki ucinkowe 1856 Schletter (H. Skutsch), (Wrocław : W.B. Korn).
- Katoliczka polska i Rozmyślanie nad naśladowaniem Chrystusa 1856 Schletter (H. Skutsch),  (Wrocław : R. Lucasz).
- Lionka Natalia i Dobrogost 1856 Schletter (Skutsch), (Wrocław : C.H. Storch).
- Filozofia i polityka oraz moralność, religijność i traiczność (sic) 1858 W.B. Korn, Wrocław
- Ksiądz Wincenty, 1858. W.G. Korn, Wrocław
- Nabożeństwo dla Polek, 1858 W.G. Korn, Wrocław
- Środki i przeszkody do poprawy i uszczęśliwienia ludzkości 1866 Wrocław : C.H. Storch i Spółka
- Dogmatyczno-moralne kazania w formie konferencyjnéj, homilijnéj i exegeutycznéj. T. 1, 1866 (Wrocław : W.B. Korn)